# Тамірат Тола
Тамірат Тола (англ. Tamirat Tola) — ефіопський легкоатлет, бігун на довгі дистанції, спеціаліст з кросу й шосейного бігу, олімпійський чемпіон, чемпіон світу з марафонського бігу.
Бронзову олімпійську медаль Тола виборов на Олімпіаді в Ріо-де-Жанейро на дистанції 10 тис. метрів, а срібну медаль чемпіонату світу — у марафонському бігові Лондонського чемпіонату 2017 року.

## Кар'єра
| Рік                 | Змагання              | Місце проведення         | Місце               | Дисципліна          | Результат           | Примітки            |
| Представник Ефіопія | Представник Ефіопія   | Представник Ефіопія      | Представник Ефіопія | Представник Ефіопія | Представник Ефіопія | Представник Ефіопія |
| ------------------- | --------------------- | ------------------------ | ------------------- | ------------------- | ------------------- | ------------------- |
| 2016                | Олімпійські ігри      | Ріо-де-Жанейро, Бразилія | 3                   | біг на 10000 метрів | 27:06.26            |                     |
| 2017                | Чемпіонат світу       | Лондон, Велика Британія  | 2                   | марафон             | 2:09.49             |                     |
| 2022                | Чемпіонат світу       | Юджин, США               | 1                   | марафон             | 2:05:36             | CR                  |
| 2023                | Нью-Йоркський марафон | Нью Йорк, США            | 1                   | марафон             | 2:04:59             |                     |
| 2024                | Олімпійські ігри      | Париж, Франція           | 1                   | марафон             | 2:06:26             | OR                  |

## Особисті рекорди
- 10 000 м – 27:06.26 хв (2016)
- 10 км – 28:00 хв (2016)
- напівмарафон – 59:37 хв (2017)
- марафон – 2:04:10 (2017)

## Зовнішні посилання
- Досьє на сайті IAAF

1. ↑  https://addisinsight.net/2024/08/tamirat-tola-wins-gold-in-mens-marathon-at-paris-2024-secures-ethiopias-first-olympic-gold/